# Wolfgang Bernhard

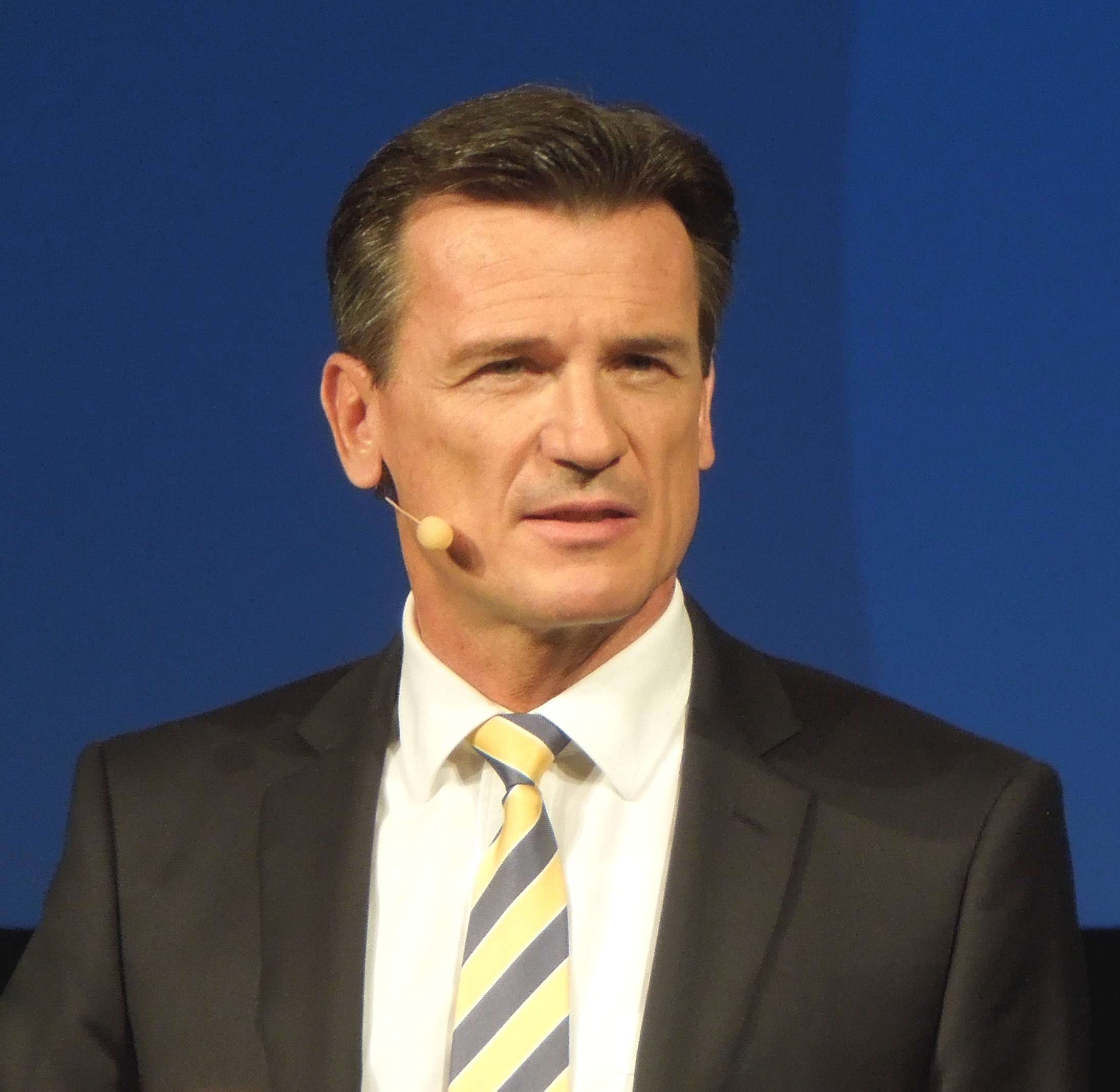
Wolfgang Bernhard in Magdeburg, 3. Juli 2014

Wolfgang Bernhard (* 3. September 1960 in Böhen, Landkreis Unterallgäu als Wolfgang Ayerle) ist ein deutscher Manager. Er war von 2002 bis 2004 Vorstand der damaligen DaimlerChrysler AG, von 2005 bis 2007 Vorstand der Volkswagen AG und von 2010 bis 2017 wieder Vorstand der Daimler AG, ab 2013 zuständig für Daimler Trucks und Daimler Buses.

## Leben

### Jugend und Studium
Ursprünglich als Wolfgang Ayerle geboren, nahm er im Alter von 29 Jahren den Geburtsnamen seiner Mutter an. Nach dem Abitur am Maristenkolleg in Mindelheim studierte Bernhard von 1980 bis 1986 Wirtschaftsingenieurwesen mit der technischen Fachrichtung Elektrotechnik an der Technischen Universität Darmstadt. 1988 legte er an der Columbia University in New York den Master of Business Administration (MBA) ab. 1990 wurde er an der Johann Wolfgang Goethe-Universität Frankfurt am Main zum Dr. rer. pol. promoviert.

### Manager
Ab 1990 beriet er als Mitarbeiter von McKinsey die Daimler-Benz AG. 1992 wurde er Projektmanager für Materialkosten und Produktivitätssteigerung der Mercedes-Montagewerke. 1994 übernahm er die Centerleitung Montage für die S-Klasse der Baureihe W140. 1999 wurde er Vorsitzender der Geschäftsführung der Mercedes-AMG GmbH. Nach dem Zusammenschluss von Daimler-Benz und Chrysler wechselte er mit Dieter Zetsche nach Detroit, um dort die Sanierung der Chrysler-Sparte voranzutreiben. Im November 2000 rückte er zum stellvertretenden Vorstandsmitglied der DaimlerChrysler AG auf, wurde Chief Operating Officer der Chrysler Group, wo er sich um Kosten und Qualität kümmerte und sich an der Entwicklung neuer Produkte für den Konzern beteiligte. Von September 2002 bis Juli 2004 war er ordentliches Vorstandsmitglied der DaimlerChrysler AG.
Bernhard war als Markenchef für Mercedes-Benz als Nachfolger von Jürgen Hubbert vorgesehen, schied aber 2004 im Streit mit Jürgen Schrempp um die Mitsubishi-Motors-Beteiligung bei DaimlerChrysler aus.
Seit 1. Februar 2005 war Bernhard Mitglied des Vorstands der Volkswagen AG. Ab dem 1. Mai 2005 leitete er zusätzlich die Markengruppe Volkswagen mit den angeschlossenen Marken Škoda, Bentley und Bugatti und war Vorsitzender des Vorstands der Marke Volkswagen. Ende Januar 2007 verließ Bernhard den VW-Vorstand und wechselte als Berater zum US-Finanzinvestor Cerberus Capital Management, der sich im Mai 2007 eine 80-Prozent-Mehrheit bei Chrysler sicherte. Im Sommer 2007 beendete Bernhard sein Mandat bei Cerberus, nachdem die Übernahme von Chrysler durch Cerberus abgeschlossen war.
Im Februar 2009 wurde bekannt, dass Bernhard als Bereichsvorstand der Mercedes-Benz-Transporter-Sparte zur Daimler AG zurückkehrt. Demzufolge soll er direkt an Konzernchef Dieter Zetsche berichten, mit dem er bereits bei Chrysler eng zusammengearbeitet hatte.
Am Freitag, 5. Februar 2010 gab Daimler bekannt, dass Bernhard wieder Mitglied des Vorstands der Daimler AG wird. Bernhard soll dort verantwortlich sein für Produktion und Einkauf von Mercedes-Benz Cars sowie für den Bereich Mercedes-Benz Vans.
Im April 2013 übernahm Bernhard die Leitung von Daimler Trucks und Daimler Buses. Seinen im Februar 2018 auslaufenden Vertrag wollte der Manager nicht verlängern. Daraufhin wurde Bernhard im Februar 2017 von seinen Vorstandspflichten entbunden.
Bernhard ist mit 30 % Gesellschafter an der ESR Beteiligung GmbH  sowie Aufsichtsrat unter anderem bei der AMAG Austria Metall AG  sowie bei der Andritz AG (gewählt bis zur Hauptversammlung im Jahr 2025).